# 威廉·威爾森
《威廉·威爾森》是一部由愛倫·坡於1839年所著的短篇小說，當時發佈在雜誌Burton's Gentleman's Magazine上。

## 故事簡介
主角自稱威廉·威爾森，是一個成績優異但品行欠徍的學生。好賭成性。喜歡出千。在中學時，主角遇到一個與自己同名同姓、同年同月同日生的人，這個人在學業成績上一直與主角不分上下，因此經常出現明爭暗鬥的情況。在中學畢業前，主角離開了家，後來又上了牛津大學，在牛津大學中，主角過著奢華放蕩的日子，靠老千的手段欺騙同窗。在一次騙局中，另一位威廉·威爾森突然出現，又揭發了主角的老千手段，令主角不得不狼狽逃離牛津。主角離開牛津後，在歐洲多國遊蕩，不過另一位威廉·威爾森如影隨形，屢屢破壞主角的壞事。直至在一次舞會上，主角向另一位威廉·威爾森挑戰決鬥，最終主角刺中了另一位威廉·威爾森，不過在鏡中亦看到自己的胸膛中了一劍。這才發現那是另一個自己。